# Сакураи, Кота
Кота Сакураи (яп. 櫻井 功大; род. 26 мая 1999, Иокогама) — японский футболист, полузащитник клуба «Судува».

## Карьера

### Начало карьеры
Футбольную карьеру футболист начинал в составе академии японского клуба «Иокогама Ф. Маринос». В октябре 2015 года футболист присоединился к академии канадского клуба «Торонто». Футболист выступал за команду академии в полупрофессиональной канадской лиге, а также несколько матчей за вторую команду клуба. В 2017 году футболист поступил в американский Дартмутский колледж, где на протяжении нескольких лет выступал на студенческом уровне за команду «Дартмут Биг Грин». В апреле 2021 года футболист на правах свободного агента перешёл в японский клуб «Итуано». В апреле 2022 года футболист вернулся в «Торонто», присоединившись ко второй команде. В августе 2023 года футболист присоединился к латвийскому клубу «Огре Юнайтед».

### «Трансинвест»
В феврале 2024 года футболист на правах арендного соглашения присоединился к литовскому клубу «Трансинвест». Дебютировал за клуб футболист 25 февраля 2024 года в матче за Суперкубок Литвы, где в серии пенальти проиграли «Паневежису». Дебютный матч в чемпионате футболист сыграл 3 марта 2024 года в матче против клуба «Хегельманн», выйдя на поле в стартовом составе.